# Кудрицкий, Николай Михайлович
Николай Михайлович Кудрицкий (укр. Микола Кудрицький; 6 октября 1962, Никополь, Днепропетровская область — 16 марта 1994, Раанана, Центральный округ) — советский и украинский футболист, нападающий и полузащитник.

## Биография
Родился в Никополе в семье Михаила Николаевича и Нины Владимировны. Прошёл школу местного футбольного клуба «Колос», за который выступал в 1983 и с 1984 по 1985 год. В 1984 году выступал в клубе «Кривбасс». Изначально играл на позиции нападающего.
В 1985 году по приглашению наставников Владимира Емца и Геннадия Жиздика перешёл в днепропетровский «Днепр». Но пробиться в основу ему удалось не сразу, так как там в то время в нападении играли такие игроки как Олег Протасов, Олег Таран и Владимир Лютый. В полной мере ему удалось раскрыться лишь в возрасте 26 лет, когда он перешёл из нападения на позицию правого полузащитника. В чемпионском сезоне 1988 года стал одним из самых ярких игроков своей позиции в чемпионате СССР. В 1989 году стал обладателем Кубка СССР и забил 10 голов в первенстве. 9 октября 1990 года сыграл неофициальный матч в составе сборной СССР против сборной Израиля.
С развалом чемпионата СССР в ноябре 1991 года Кудрицкий перешёл в израильский клуб «Бней Иегуда», который базируется в рабочем районе Тель-Авива. Уже в своем первом матче на кубок ТОТО Кудрицкий отметился голом. От матча к матчу он забивал всё больше и вскоре стал любимцем местных болельщиков. Вместе с ним в команде играли известные израильские футболисты Хаим Ревиво и Алон Мизрахи. В первом сезоне Кудрицкий забил 14 голов, во втором 17. В третьем сезоне к команде присоединился Сергей Герасимец, с которым Кудрицкий составил атакующий дуэт; в том сезоне забил 20 голов.

## Смерть
15 марта 1994 года в Хайфе прошёл товарищеский матч между сборными Израиля и Украины. После игры состоялся банкет, на котором присутствовали почти все украинские и российские легионеры со всего Израиля, в том числе и Кудрицкий. Примерно в 3 часа ночи Кудрицкий решил поехать домой: игрок хайфского клуба «Хапоэль» Вадим Тищенко уговаривал его остаться на ночь, но Кудрицкий был непреклонен.
Примерно в 4 часа утра, в километре от северного въезда в город Раанана, автомобиль Кудрицкого съехал на обочину: водитель не справился с управлением, и машина перевернулась, а Кудрицкого, который не был пристёгнут ремнём безопасности, выбросило из окна. Машина пролетела ещё несколько десятков метров, прежде чем удариться в бетонное ограждение посередине трассы. Кудрицкий погиб на месте.

## Память
Был организован матч памяти Николая Кудрицкого, в котором приняли участие клуб «Бней Иегуда» и сборная легионеров из бывшего СССР. Все вырученные средства пошли жене Виктории и дочери Валерии. Решением Министерства внутренних дел Израиля семье Николая Кудрицкого было предоставлено израильское гражданство.

Рисунок Николая Кудрицкого на стене стадиона «Бней Иегуды»

Перед стадионом «Бней Иегуды» установлена памятная табличка, а на стене стадиона неизвестным художником изображён Николай Кудрицкий в футболке клуба.
На Украине с 1994 года проходит ежегодный мемориальный турнир памяти Николая Кудрицкого, финал которого проходит 16 марта.

## Достижения

### Командные
Днепр
- Чемпион СССР: 1988
- Серебряный призёр чемпионата СССР: 1987, 1989
- Обладатель Суперкубка СССР: 1989
- Обладатель Кубка СССР: 1989
- Обладатель Кубка Федерации футбола СССР: 1986, 1989
- Финалист Кубка Федерации футбола СССР: 1990

Бней Иегуда
- Обладатель Кубка Тото: 1992

### Личные
- Член Клуба Олега Блохина: 106 забитых мячей[4]
- Обладатель приза журнала «Советский воин» «Рыцарю атаки» за наибольшее количество «хет-триков» в чемпионате СССР: 1989
- В списке 33 лучших футболистов сезона в СССР (2): № 3 — 1989, 1990.